# 삼천포 아가씨
"삼천포 아가씨"는 한국에서 제작된 강찬우 감독의 1966년 영화이다. 황정순 등이 주연으로 출연하였고 김태현 등이 제작에 참여하였다.

## 출연

### 주연
- 황정순
- 김승호
- 강신성일
- 이수련
- 이수동

## 기타
- 조명: 정운대
- 미술: 홍성칠